# ماسايا نوساكي
ماسايا نوساكي (باليابانية: 野崎 雅也) (مواليد 3 أغسطس 1993)، هو لاعب كرة قدم ياباني سابق كان يلعب كلاعب وسط.

## وصلات خارجية
- ماسايا نوساكي على موقع رابطة كرة القدم اليابانية للمحترفين (اليابانية)
- ماسايا نوساكي على موقع قاعدة بيانات كرة القدم.إي يو (الإنجليزية)
- ماسايا نوساكي على موقع Soccerway.com (الإنجليزية)
- ماسايا نوساكي على موقع عالم كرة القدم.نت (الإنجليزية)
- ماسايا نوساكي على موقع كووورة